# Diamesa tenuescens
Diamesa tenuescens är en tvåvingeart som beskrevs av Serra-tosio 1983. Diamesa tenuescens ingår i släktet Diamesa och familjen fjädermyggor. Inga underarter finns listade i Catalogue of Life.